# Messerschmitt M22
Die Messerschmitt M 22 war ein von den Bayerischen Flugzeugwerke AG (BFW) konstruiertes deutsches Militärflugzeug am Ende der 1920er Jahre und zugleich der erste bei BFW entwickelte mehrmotorige Typ.

## Geschichte
Der geheime Auftrag zur Entwicklung der M22 wurde von der Reichswehr 1927 erteilt, um unter Umgehung des von den Siegermächten des Ersten Weltkriegs erlassenen Produktionsverbots von Militärflugzeugen wenigstens durch den Bau einzelner Prototypen mit der technischen Entwicklung im Ausland Schritt halten zu können. Obwohl firmenintern von einem Bombenflugzeug ausgegangen wurde, war sie vom Reichswehrministerium unter der Bezeichnung Bf 22 als „Najaku“ (Nachtjagd- und Nachterkundungsflugzeug) in Auftrag gegeben worden. Zwar trug die Konstruktion Willy Messerschmitts Namen, doch hatte dieser auf die Entwicklung der M22 keinen Einfluss. Vielmehr wurde sie von der beim Zusammenschluss von BFW mit dem Udet Flugzeugbau übernommenen Konstruktionsgruppe unter dem Leiter Wenz ausgearbeitet. Nachdem der Bau des Prototyps 1929 begonnen und im gleichen Jahr abgeschlossen worden war, wurde er auf Initiative von Julius Krauß, seines Zeichens ebenfalls ein ehemaliger Udet- und nunmehriger BFW-Mitarbeiter, umfangreichen Festigkeitsversuchen unterzogen, was für eine BFW-Konstruktion dieser Zeit eher ungewöhnlich ist, aber wahrscheinlich der mehrmotorigen Auslegung geschuldet war.
Im April 1930 waren alle Tests beendet und die M22 startete mit dem BFW-Werkspilot Franz Sido zu ihrem Erstflug. Kurz danach übernahm der bei der Dienststelle WaPrüf  6 F des Heereswaffenamts angestellte Flugzeugführer Eberhard Mohnike im Auftrag der Reichswehr die weitere Erprobung, verursachte aber bereits am 6. Mai 1930 eine Bruchlandung, die vor allem die rechte Seite des Flugzeugs mit Fahrwerk, Triebwerkskonstruktion und Tragwerk in Mitleidenschaft zog. Nach der Reparatur, die auch eine Verstärkung von Fahrwerksstreben und Motoraufhängungen und den Anbau aerodynamischer Ausgleichsflächen für die Verminderung der Steuerdrücke beinhaltete, absolvierte die M22 im Auftrag der Deutschen Versuchsanstalt für Luftfahrt (DVL) mit deren Pilot Joachim von Köppen einige Flüge zur Erteilung der amtlichen Zulassung.
Am 14. Oktober 1930 sollte die Abnahme durch das Reichswehrministerium stattfinden, wofür abermals Eberhard Mohnike für einen vorgesehenen halbstündigen Flug herangezogen wurde. In dessen Verlauf stürzte die M22 in den nahe dem Flugplatz befindlichen Siebentischwald, wobei der Flugzeugführer ums Leben kam. Die Untersuchung erbrachte den Bruch einer der beiden Luftschrauben, die das Flugzeug in geringer Höhe in einen unkontrollierbaren Flugzustand brachte, als Unfallursache. Auslöser war nach Aussagen zweier Zeugen ein von Mohnike geflogener, im Programm nicht vorgesehener Looping, der zu überhöhten Drehzahlen der Triebwerke führte, die wahrscheinlich die Struktur der Luftschraube überlasteten.

## Konstruktion
Die M 22 war als zweimotoriger, einstieliger Doppeldecker in Gemischtbauweise ausgelegt, wobei der Oberflügel direkt auf dem Rumpf aus stoffbespannten Stahlrohrfachwerk befestigt war. Der Flugzeugführer befand sich in einer offenen, vor dem oberen Flügel gelegenen Kabine, davor war im Bug ein offener MG-Stand untergebracht. Ein weiterer Stand befand sich im Rumpfrücken hinter den Tragflächen. Im Rumpfinneren waren die Treibstofftanks untergebracht. Die in zwei Ebenen verspannten Tragflächen bestanden aus zweiholmigen, sperrholzbeplankten Holzgerüsten, wobei Ober- und Unterflügel dieselbe Spannweite und Tiefe aufwiesen, mit I-Stielen verbunden und leicht gestaffelt zueinander angeordnet waren. Die beiden Triebwerke mit dreiblättriger Zugluftschraube befanden sich in zwei aerodynamisch verkleideten Gondeln an Streben zwischen den Tragflächen. Die Höhenflosse des Leitwerks war zum Rumpf hin abgestrebt, an Seiten- und Höhenruder befanden sich Ausgleichsflächen. Das starre Fahrwerk bestand aus den an V-Streben mit ölgedämpfter Federung befestigten Scheibenrädern ohne Achsverbindung untereinander und einem gefederten Schleifsporn am Heck.

## Technische Daten
| Kenngröße             | Daten                                             |
| --------------------- | ------------------------------------------------- |
| Besatzung             | 3                                                 |
| Länge                 | 13,60 m                                           |
| Spannweite            | 17 m                                              |
| Höhe                  | 5,17 m                                            |
| Flügelfläche          | 63,2 m²                                           |
| Flächenbelastung      | 60,0 kg/m²                                        |
| Flächenleistung       | 16,8 PS/m²                                        |
| Leistungsbelastung    | 3,6 kg/PS                                         |
| Rüstmasse             | 2900 m                                            |
| Zuladung              | 900 kg                                            |
| max. Startmasse       | 3800 kg                                           |
| Triebwerke            | 2 × Siemens Jupiter VIu mit je 530 PS (390 kW)    |
| Höchstgeschwindigkeit | 220 km/h in Bodennähe                             |
| Reisegeschwindigkeit  | 185 km/h                                          |
| Landegeschwindigkeit  | 90 km/h                                           |
| Steigzeit             | 2:24 min auf 1000 m Höhe 8:30 min auf 3000 m Höhe |
| Reichweite            | 500 km                                            |
| Dienstgipfelhöhe      | 6200 m                                            |